# Ружицкий, Самуэль
Самуэль Ружицкий (пол. Samuel Różycki; 19 июня 1781, с. Загожицы (ныне Буский повят, Свентокшиское воеводство Польша) — 2 марта 1834, Берн, Швейцария) — польский генерал бригады, один из руководителей ноябрьского восстания 1830 года.

## Биография
Родился в семье помещика — кальвиниста. Слушал лекции по праву в академии Кракова. В 1807 вступил в ряды армии Варшавского герцогства. Участник наполеоновских войн 1807, 1809, 1812—1813.
Принимал участие в сражениях под Слупском и Данцигом, Смоленском (1812)
 и Бородинском сражениях, под Вязьмой, в битве народов под Лейпцигом и др.
В 1813 взят в плен.
С 1815 служил в чине подполковника 8 линейного пехотного полка армии Царства Польского, однако уже в феврале 1816 подал в отставку. Поселился в своем поместье.
В 1817—1821 — комиссар военного ведомства краковского воеводства.
Член Патриотического общества. Участник ноябрьского восстания 1830 года.
13 сентября 1831 со своим отрядом занял г. Коцк, сражался под Дрохичином, Ломжей и Скалмежем.
После подавления восстания эмигрировал во Францию. Сторонник Адама Чарторыйского, лидера консервативного крыла польской эмиграции — «Монархическое товарищество Третьего Мая».
С 1833 жил в швейцарском Берне. Автор нескольких книг о событиях польского восстания и автобиографических работ.

## Награды
- Орден Святого Станислава 3-й степени (1825)[2]
- Золотой крест ордена Virtuti Militari
- Кавалер Ордена Почётного легиона